# 三嶋神社 (大月市)
三嶋神社（みしまじんじゃ）は、山梨県大月市にある三島・大山祇信仰の神社。

## 歴史
806年（大同元年）、伊予国大三島の大山祇神社より勧請。富士山の噴火を鎮め、復興の拠り所とした。荘園の中心に配置されたのが当社で、東西の境に配置されたのが猿橋と都留市の三嶋神社である。ご神体は大松山の大松を三段に伐った中段で、この時の下段が猿橋の三嶋神社、上段が都留市の三嶋神社と伝えられる。
大月という地名は境内にあった4本の槻（ケヤキ。境内碑石には周り四十三尺とある）に由来するともされ、大槻が大月に転化したとされる。江戸時代になると甲州街道が通り、道中の安全を祈って賑わったという。大月市の総鎮守として崇敬されている。
南部氏が陸奥国出行の際に参拝し、奥州に三嶋神社を勧請したという伝承がある。